# 巴牙兀真
巴牙兀真，蒙古帝国人物。大蒙古国合罕蒙哥的妾（妃子）。
《史集》以巴牙兀真出自巴牙兀惕部（伯岳吾）。她的父亲曾经从兵器库偷了一条弓弦，在他的靴筒里被人发现了，于是因罪被处罚。巴牙兀真被带到蒙哥面前，蒙哥见她美丽而非常高兴，于是纳她为妾，生下儿子河平王昔里吉。《元史》等中国史料没有记录她。